# Grutti
Grutti è una frazione del comune di Gualdo Cattaneo (PG).
Il paese, i cui abitanti si chiamano gruttigiani (532, secondo i dati Istat del censimento 2001), si trova a sud rispetto al capoluogo comunale, circa a metà strada (9 km) tra Massa Martana e Todi. Giace sul cosiddetto Altopiano Petroniano, a 506 m s.l.m.
Molto spesso, data la prossimità, il suo nome viene associato a quello della vicina frazione di San Terenziano.

## Storia
Il nome del paese deriva da Grotte o Grott'ombra, termini con i quali lo si designò nel Medioevo ed in seguito, per via della zona ricca di cunicoli e grotte scavate nel masso di travertino che si estende sino a S. Terenziano; in passato, queste erano usate come ricovero per gli animali o, addirittura, come rifugio antiaereo durante la II guerra mondiale. Alcuni documenti indicano che tali luoghi vennero adibiti a catacombe dai primi fedeli cristiani per rifugiarvisi, seguaci del vescovo tuderte san Terenziano.
Si ritiene che il paese sia stato fondato (assieme a San Terenziano) nel periodo augusteo da coloni romani. Nel 1116, il preesistente castello venne cinto di mura difensive e torrioni, da parte di signori della fazione ghibellina; nel 1347 venne promosso Villa.

## Economia e manifestazioni
L'agricoltura, grazie soprattutto all'olivo e al sagrantino, è molto sviluppata. Più recentemente, l'agriturismo è diventato parte integrante nello sviluppo economico del territorio.
Nel mese di agosto si svolge la sagra Agosto a Grutti, durante la quale si allestiscono anche scene di vita medievale, con un corteo storico ed il Palio del Giogo.

## Monumenti e luoghi d'arte

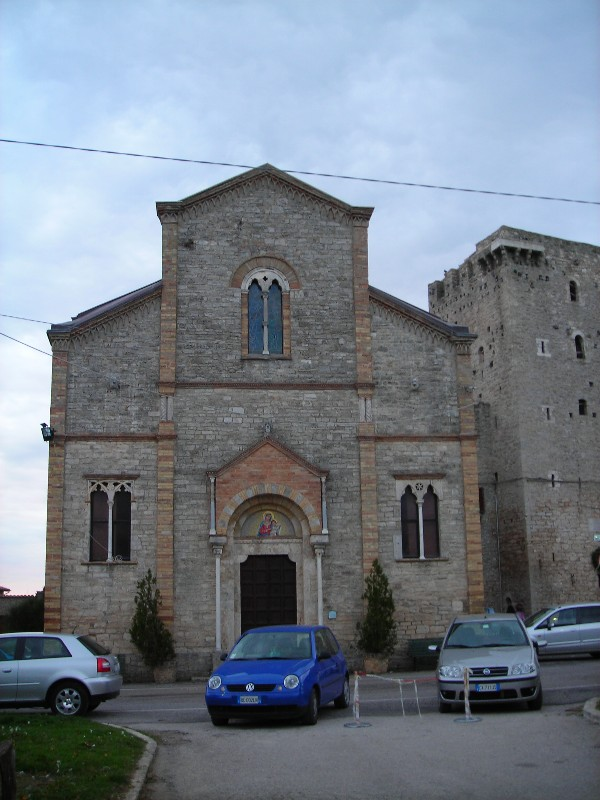
Facciata della chiesa di S. Agnese, a Grutti.

- Il Castello (XII secolo), con un torrione quadrato alto 20 m e largo 8 m;
- Chiesa di S. Maria d'Agello (XIII secolo), in stile romanico. È costruita in travertino sui resti di un'antica abbazia, con un tetto a capriata. Al suo interno custodisce un affresco absidale del XV secolo.

## Sport
- Trekking
- Equitazione

### Associazioni sportive
- A.C. Grutti S. Terenziano (calcio)